# Неркі (Лодзинське воєводство)
Неркі (пол. Nerki) — село в Польщі, у гміні Пенчнев Поддембицького повіту Лодзинського воєводства.
У 1975-1998 роках село належало до Серадзького воєводства.